# Dah'mama
 (mai 2024).
 (mai 2024).
Elda Narijaona ou Dah'mama est une artiste originaire de Befandrina Avaratra, dans la région de Sofia à Madagascar. 
Elle est connue pour avoir représenté avec fierté la culture des femmes Tsimihety à travers sa musique et ses danses traditionnelles
. Parmi les styles de danse qu'elle pratique et promeut, on retrouve le Bahoejy, le Salegy, le Malesa et l'Antosy.

## Biographie

### Style musical
Dah’Mama est une chanteuse et artiste contemporaine connue pour ses chansons abordant des thèmes tels que l'amour, la déception et la trahison dans le contexte des relations de couple. Son style musical reflète les tendances de sa génération et son œuvre est souvent associée à la musique populaire et urbaine. Dans un article de 2015 de Midi Madagasikara (en), elle est considérée comme l'une des « vedettes féminines les plus appréciées de la musique tropicale malgache ». En explorant les émotions et les expériences liées à la vie amoureuse, Dah’Mama offre une perspective personnelle et authentique sur les relations humaines, ce qui lui a valu une certaine notoriété dans le monde de la musique.

### Début de carrière
Originaire de Befandrina Avaratra, une petite ville de Madagascar, elle a commencé sa carrière musicale en tant que membre d'une chorale locale, où elle a pu développer son talent vocal devant un public attentif et admiratif. Par la suite, elle a rejoint un groupe de musique en tant que bassiste, aux côtés de quelques amis du village, dont l'artiste Toto Mwandjani 

### Vie politique
Elle avait déjà été nommée Directrice de Communication au sein du ministère .

### Vie Sociale
En plus de sa carrière artistique, elle se distingue par son engagement dans des œuvres sociales et des activités visant à aider les enfants. Depuis six ans, elle et les membres de son groupe effectuent des dons à l'occasion de la fête de Noël, témoignant ainsi de leur soutien envers les plus démunis. Récemment, ils ont fait un don au centre d'orphelinat de Majunga.
Dah'mama est perçue comme une figure maternelle pour Madagascar, s'impliquant dans de nombreuses causes humanitaires et sociales. Au-delà de sa renommée en tant qu'artiste, elle agit de manière proactive pour renforcer cette image, notamment en s'engageant dans la lutte contre le SIDA en collaboration étroite avec le CNLS. Son implication a été saluée par le Ministre de la Santé de l'époque, Jean Louis ROBINSON .

## Discographie
- Vakiana fotsiny[7]
- Tonton Sôla[8].